# Тяньцзиньский метрополитен

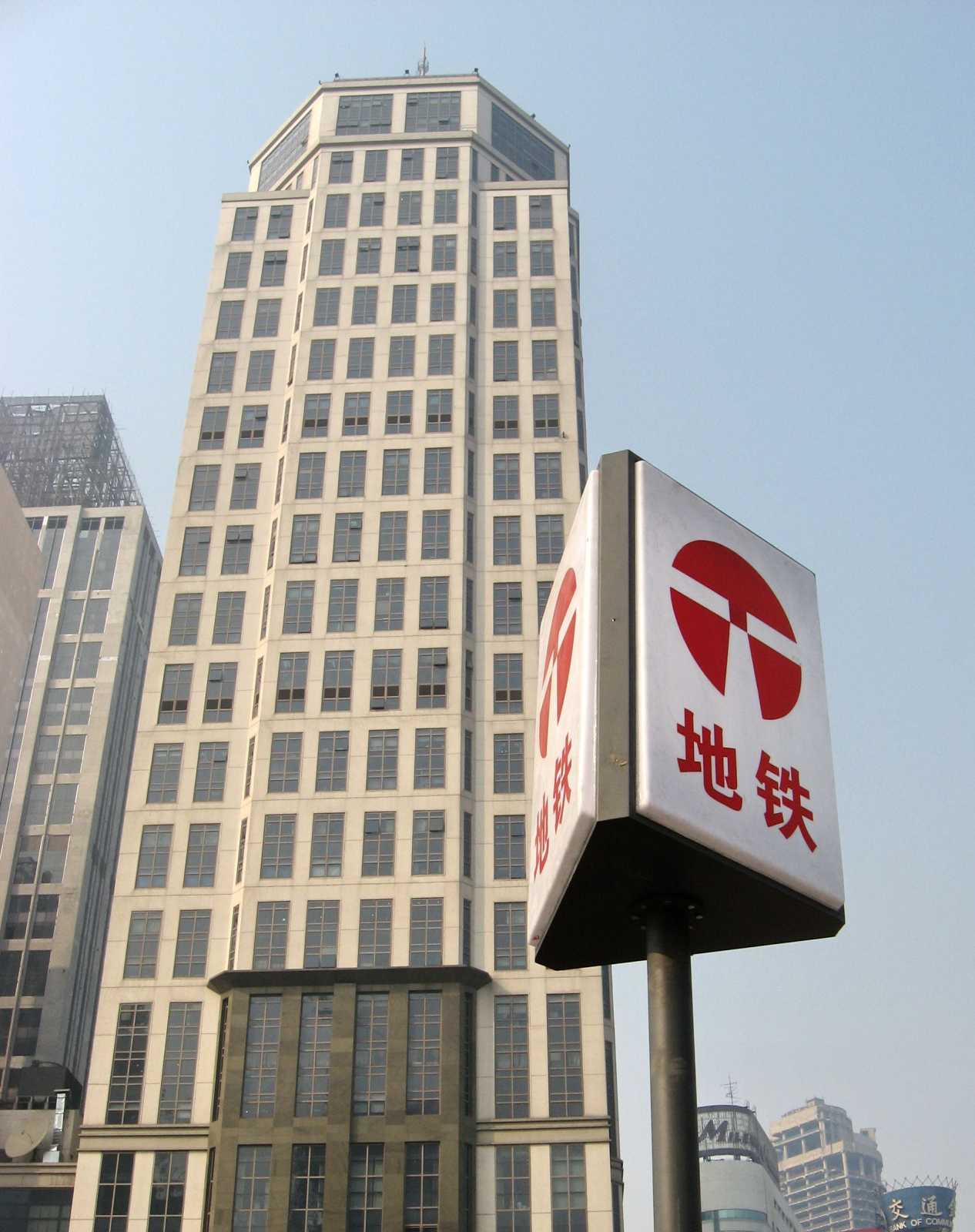
Логотип метро

Тяньцзиньский метрополитен (кит. упр. 天津地铁, пиньинь Tiānjīn dìtiě) — транспортная система Тяньцзиня, открытая в 1984 году (вторая в Китае после Пекина). Оператор — Tianjin Metro Group Co. Ltd. На всех станциях установлены либо автоматические платформенные ворота, либо платформенные раздвижные двери.

## Система оплаты
Одна поездка в зависимости от расстояния стоит от 2 до 5 юаней на 1-й линии и от 2 до 6 на 9-й.

## Режим работы
1-я линия работает с 5:00 до 23:00, 9-я — с 6:30 до 21:00.

## Линии и перспективы
Строительство метрополитена началось в 1970 году. Первая линия, состоящая из 8 станций, была открыта 28 декабря 1984 года. Станции располагались на глубине в 2-3 метра, а часть линии проходила по высушенному каналу. С 9 октября 2001 закрылась на реконструкцию, а 6 июня 2006 года линия, уже с длиной 26,2 км с 22 станциями, открылась вновь.
9-я линия, заложенная 18 января 2001 года, 30 сентября 2003 года была открыта для движения и 28 марта 2006 была переведена на автоматическую систему управления.
В начале 2019 действуют шесть линий: 1, 2, 3, 5, 6, 9. В 2018 открылся новый участок линии 6. Строятся линии 4 и 10. Планируются линии 7 и 8.
18  ноября 2022 пущена линия 10.

## Галерея

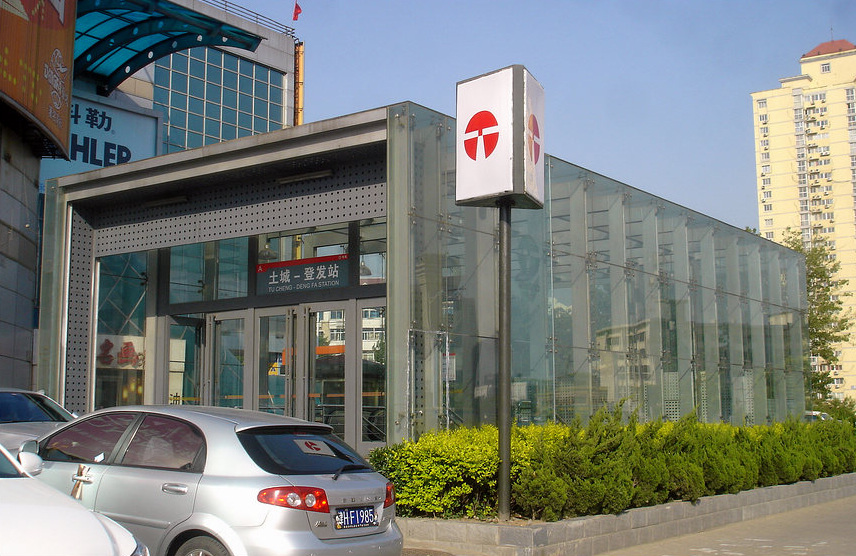
Вход на станцию Тучэн (линия 1)
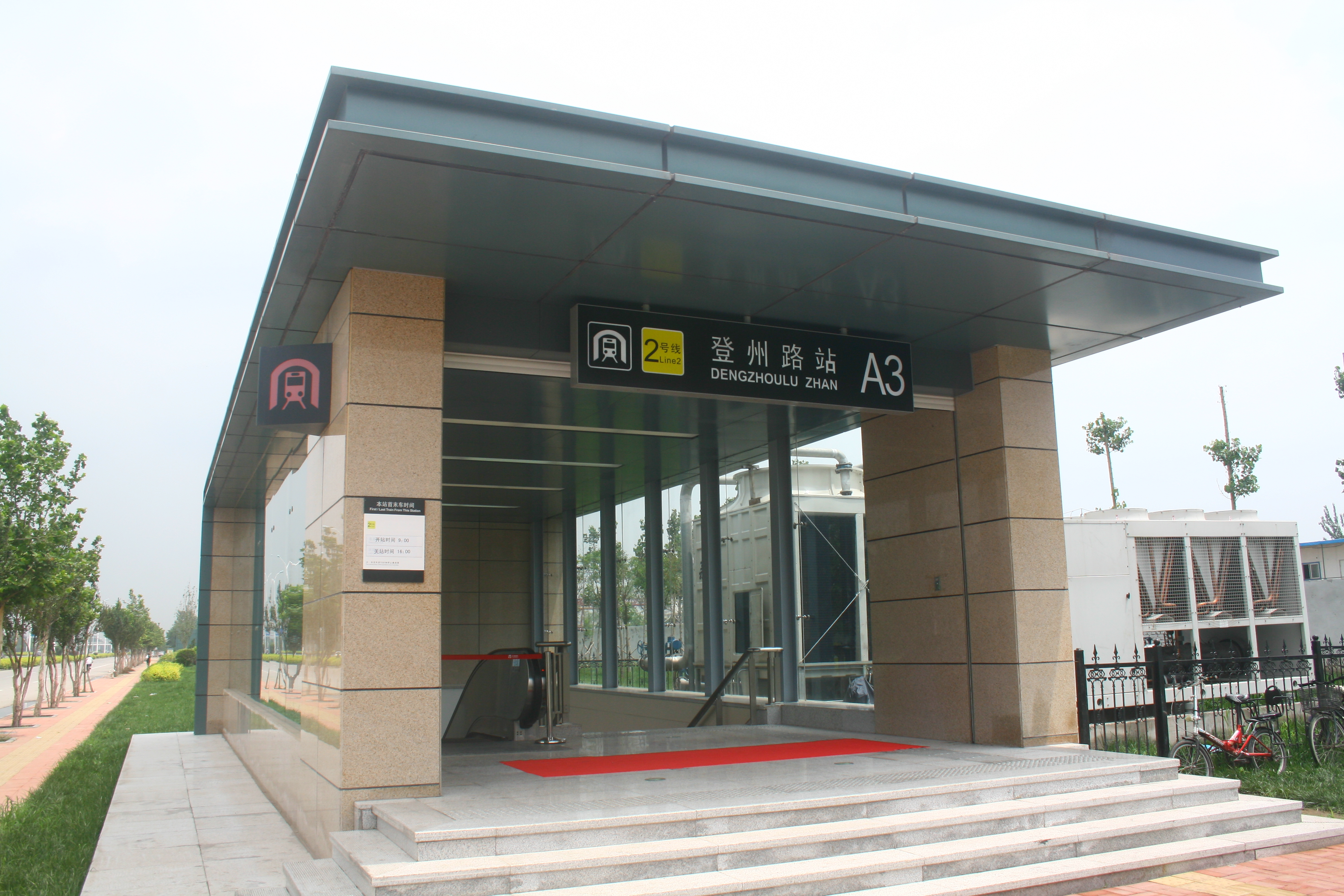
Вход на станцию Денчжоулу (линия 2)
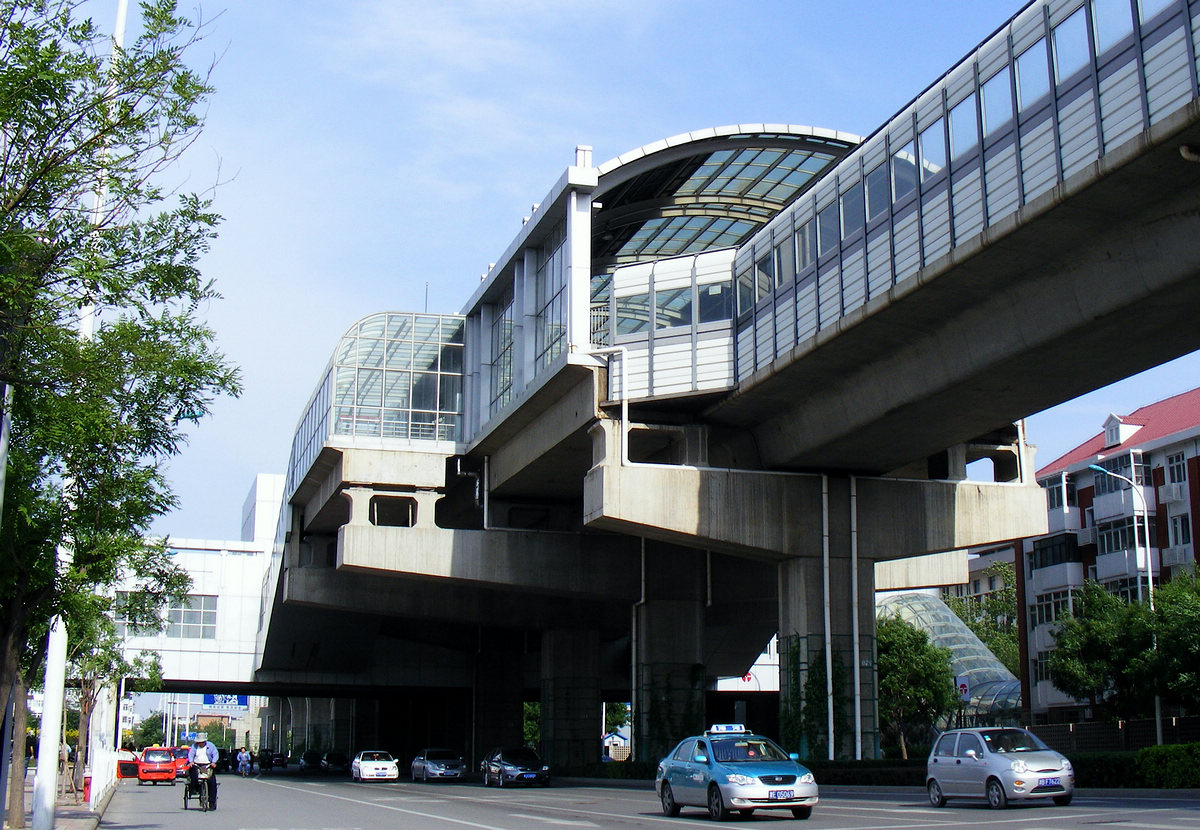
Эстакадная станция Цайцзиндасюе (линия 1)
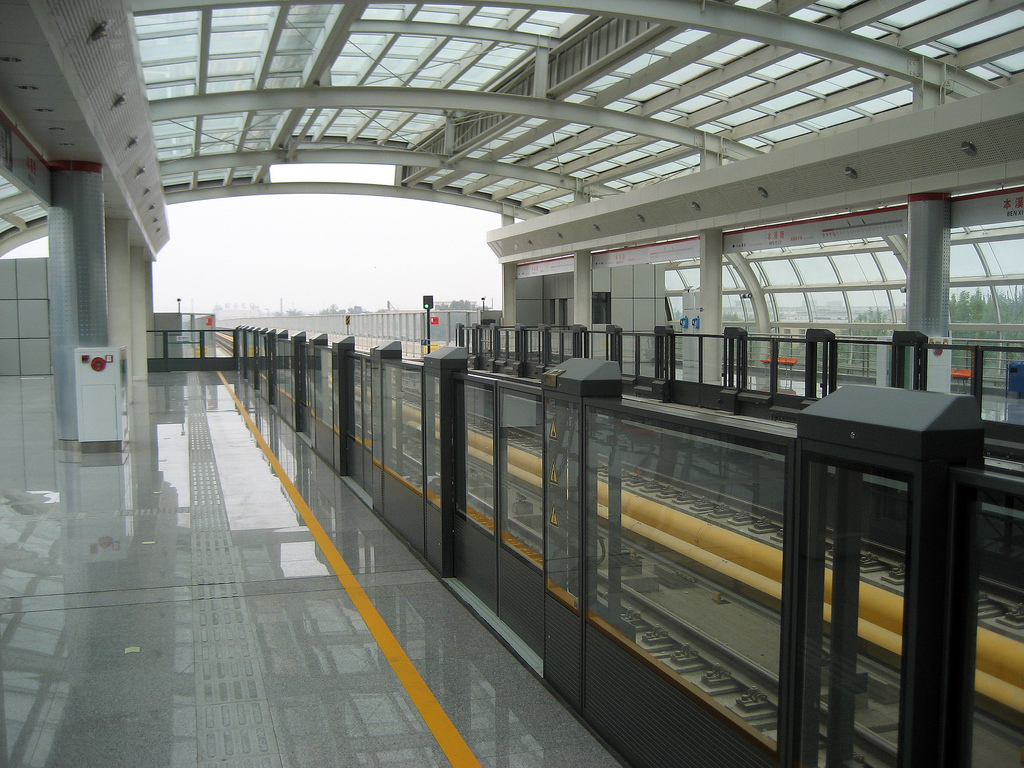
Автоматические платформенные ворота на эстакадной станции Бэньсилу (линия 1)
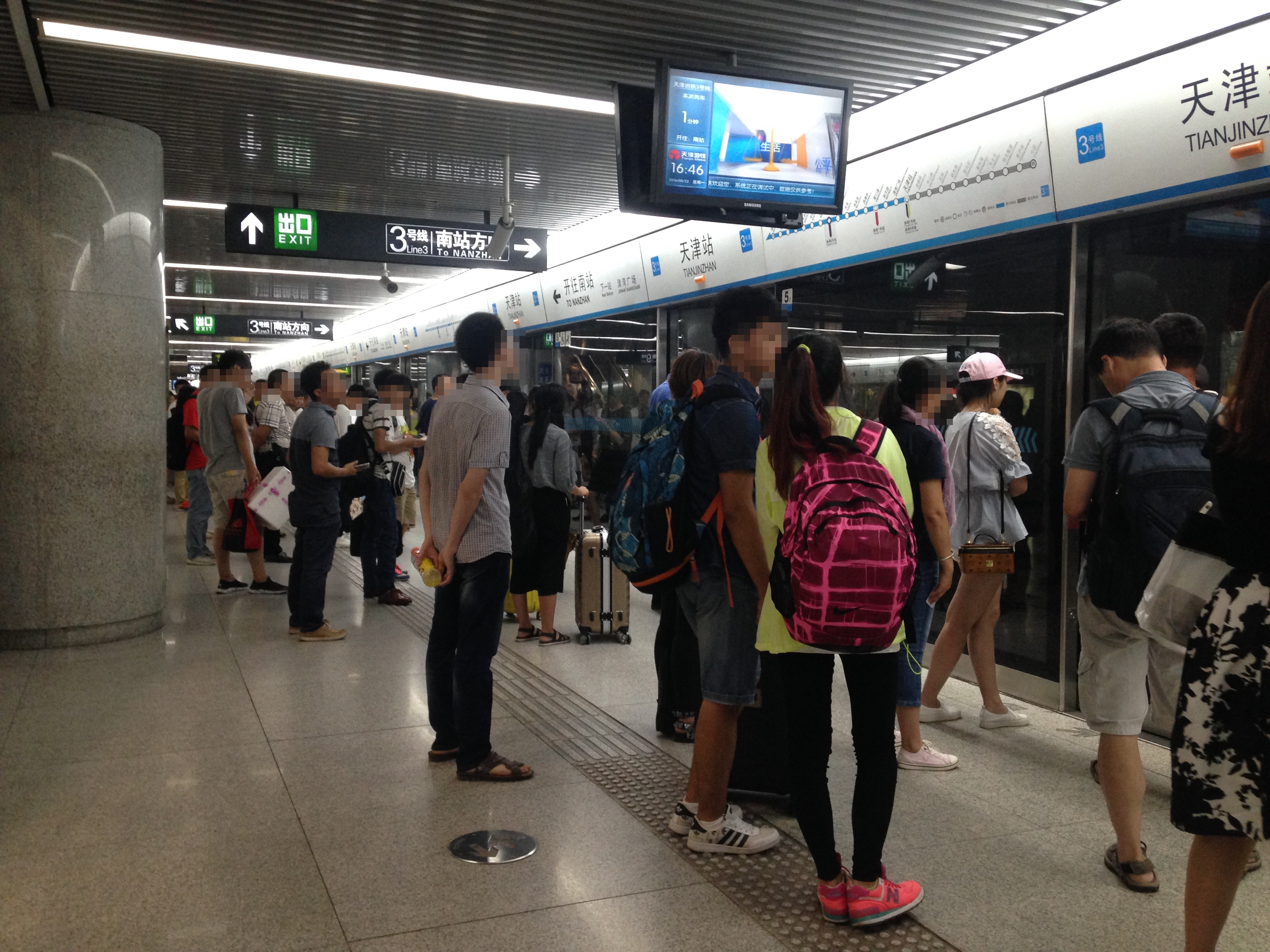
Платформенные раздвижные двери на станции Тяньцзиньчжан (Тяньцзинский вокзал, линия 3)